# Robert von Lucius

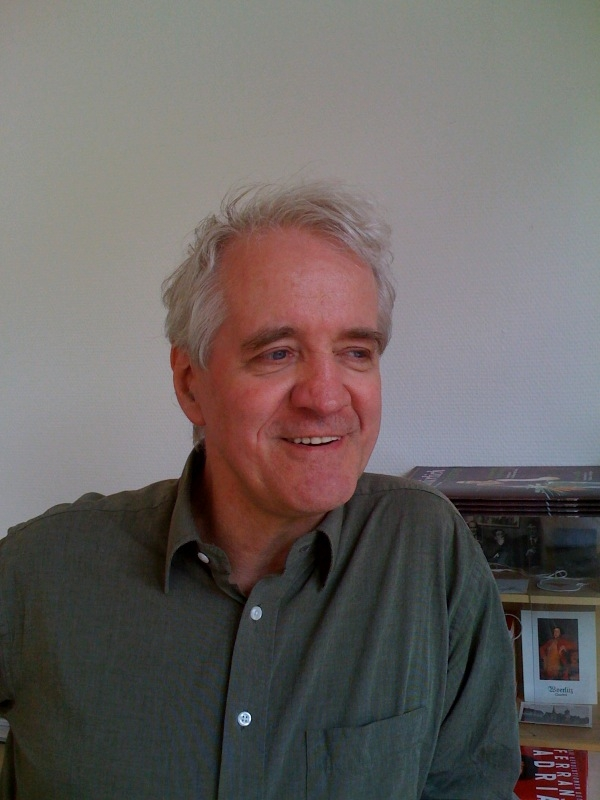
Robert von Lucius (2009)

Robert von Lucius (* 2. Mai 1949 in Berlin) ist ein deutscher Journalist. Von 1987 bis 2014 war er Korrespondent der Frankfurter Allgemeinen Zeitung.

## Leben
Als Sohn des Diplomaten Reinhart von Lucius (1906–1996) und dessen Frau Dagmar, geb. von Schack (1921–2012), lebte Lucius 1952–1957 in Oslo und 1963–1968 in Kapstadt und Windhuk, wo er 1967 das Abitur machte. Als Stipendiat der Konrad-Adenauer-Stiftung (Grund- und Promotionsförderung) studierte er  von 1968 bis 1973 Rechtswissenschaft und Politologie an der Universität Heidelberg und der Universität Bonn. Er wurde Mitglied des Corps Saxo-Borussia Heidelberg (1968) und Corpsschleifenträger der Borussia Bonn (1980). In Heidelberg engagierte er sich in der Hochschulpolitik. Nach dem Referendarexamen war er wissenschaftlicher  Mitarbeiter am Kirchenrechtlichen Institut und wissenschaftlicher Assistent am Völkerrechtlichen Institut der Universität Bonn. Als freier Journalist hielt er viele Vorträge. 1979 wurde er Herausgeber und Chefredakteur der Fachzeitschrift Afrika – Recht & Wirtschaft. Im McCloy Academic Scholarship Program arbeitete er wiederholt in den Vereinigten Staaten. Seit 1982 Redakteur der Frankfurter Allgemeine Zeitung, widmete er sich in der Politischen Nachrichtenredaktion den Themenbereichen Afrika und Westeuropa. Seit 1987 war er in Johannesburg Korrespondent für das südliche Afrika (bis 1996) und für ganz Afrika. Im April 2001 ging er als Korrespondent für Nordeuropa und das Baltikum nach Stockholm. Seit Juni 2006 war er  Korrespondent für Niedersachsen, Sachsen-Anhalt und Bremen. Seine in der FAZ veröffentlichten Streifzüge durch Sachsen-Anhalt erschienen 2012 als Buch. Er verfasste viele Beiträge für Lexika, Handbücher, Festschriften, Kunstkataloge und Sammelbände. Er ist ein ausgewiesener Kenner des fotografischen Werks von Jürgen Schadeberg. Nach der Pensionierung zog er von Hannover nach Berlin-Tiergarten. Seit 2016 ist er Mitglied des Vereins für die Geschichte Berlins. Er hütet unter anderem das Archiv seines Urgroßvaters Robert Hue de Grais; es ist „von nationaler kultureller Bedeutung“. Otto Freiherr Lucius von Ballhausen ist sein Großvater.

## Ehrenämter
- Kuratorium Deutsche Afrika Stiftung, Berlin (2004)
- Regionalrat Afrika des Goethe-Instituts, München (2009)

## Ehrungen
- Afrika-Preis für Publizistik der Deutschen Afrika Stiftung (2001, bisher einziger Preisträger)
- Orden des Marienland-Kreuzes IV. Klasse (2008)
- Ehrenmitglied des Corps Saxo-Borussia Heidelberg (2021)

## Romanheld
Ein „Robert von Lucius“ ist die zentrale Figur in Joanna Kavennas zweitem Roman The Birth of Love (2010). In ihrer Ausgabe Nr. 60 vom 12. März 2011 berichtete die hannoversche Neue Presse (S. 21) darüber.

## Veröffentlichungen
- Südafrika. Schwarze Hoffnung, weiße Reformbereitschaft. Deutsche Afrika-Stiftung, Bonn 1981.
- Der Weiße Kreis, in: Gisela Völger, Karin von Welck (Hrsg.): Männerbande Männerbünde. Zur Rolle des Mannes im Kulturvergleich (Ausstellungskatalog). Köln 1990, Bd. 2, S. 373–380.
- Ein Weißer in der Welt der Schwarzen, Vorwort zu Ralf-Peter Seippel (Hrsg.): Jürgen Schadeberg. Hatje Cantz, Ostfildern 2008, ISBN 978-3-7757-2150-9, S. 8–19 (engl./dt./frz.).
- Nicht von hier und nicht von dort. Umbruch und Brüche in Südafrika, 2. Auflage. Mitteldeutscher Verlag, Halle 2010, ISBN 978-3-89812-644-1. GoogleBooks
- „Als wär´s ein Stück von mir“ – Das Corps Saxo-Borussia in der Literatur. Einst und Jetzt, Jahrbuch des Vereins für corpsstudentische Geschichtsforschung, Bd.  55 (2010), S. 125–142.
- Drei baltische Wege. Litauen, Lettland, Estland – zerrieben und auferstanden, 2., aktualisierte und überarbeitete Auflage. Mitteldeutscher Verlag, Halle 2012, ISBN 978-3-89812-822-3.
- Verdichtet und steinreich. Streifzüge durch Sachsen-Anhalt. Mitteldeutscher Verlag, Halle 2013, ISBN 978-3-89812-976-3. GoogleBooks. 2. aktualisierte Auflage 2015.
- Welfenland mit Schmetterlingen. Streifzüge durch Niedersachsen. Mitteldeutscher Verlag, Halle 2013, ISBN 978-3-95462-118-7.
- Zwischen Weser und Weltraum. Streifzüge durch Bremen. Mitteldeutscher Verlag, Halle 2015, ISBN 978-3-95462-527-7.
- mit Henning Kreitel: Noch 'n Bier? Berliner Kneipen in Charlottenburg, Wilmersdorf, Schöneberg, Friedenau, Kreuzberg und Neukölln. Mitteldeutscher Verlag, Halle 2017, ISBN 978-3-95462-882-7.
- Felix Mendelssohn Bartholdy in Frankfurt am Main. Morio Verlag, Heidelberg 2019, ISBN 978-3-945424-74-2.
- Spuren des Schreibens. Redakteur, Korrespondent, Autor. Wolff Verlag, Berlin / Breitungen 2021, ISBN 978-3-941461-43-7.[3]
- mit Sebastian Sigler: Corps diplomatique. Über viele Jahrzehnte prägten Corpsstudenten die deutsche Außenpolitik. Auch aufgrund gemeinsamer Grundvoraussetzungen: Loyalität, Teamgeist und Trinkfestigkeit. CORPS Deutsche Corpszeitung 123. Jahrgang, Ausgabe 2/2021, S. 40–44.
- Max Tau. Schildknappe der Literatur – Erster Friedenspreisträger (Jüdische Miniaturen), Verlag Hentrich & Hentrich, Leipzig 2023, ISBN 978-3-95565-595-2.[4]
- Hellmuth Freiherr Lucius von Stoedten. Diplomat zwischen Kaiserreich und Weimar, Duncker&Humblot, Berlin 2024, ISBN 978-3-428-59168-8

## Herausgeber
- Weiß-Grün-Schwarz-Weiß. Beiträge zur Geschichte des Corps Saxo-Borussia zu Heidelberg, Bd. 2: 1934–2008. Heidelberg 2008.
- August Lucius: Auf alles gefasst, außer aufs Umkehren – Erfurt, Havanna, Rom. Wolff Verlag, Berlin 2016, ISBN 978-3-941461-32-1.
- mit Ulf Morgenstern (Hrsg.): Arzt und Abenteurer, Minister und Memoirenschreiber: Autobiographische Aufzeichnungen des Bismarck-Vertrauten Robert Lucius von Ballhausen. Friedrichsruher Beiträge der Otto-von Bismarck-Stiftung 48 (2017), ISBN 978-3-933418-59-3.
- „Keine Illusionen irgendwelcher Art ...“ – Briefe aus Berlin 1943 bis 1948. Mitteldeutscher Verlag, Halle 2020, ISBN 978-3-96311-377-2.